# Instituto Americano de Concreto
O Instituto Americano de Concreto (em inglês: American Concrete Institute; sigla: ACI) é uma sociedade técnica sem fins lucrativos e organização de desenvolvimento padrão. Fundada em 1904, a sua sede está atualmente localizada em Farmington Hills, Michigan, Estados Unidos.